# W Polsce jest ogień!
W Polsce jest ogień! – debiutancki album żyrardowskiego zespołu Pull The Wire wydany w 2014 roku własnym nakładem. Album wydany został nagrany między marcem a lipcem 2014 roku w podwarszawskim studiu Demontażownia. Premiera albumu odbyła się 12 września tego samego roku.

## Muzycy
- Łukasz „Wookie” Sochowski – wokal
- Paweł „Marszal” Marszałek – gitara elektryczna
- Daniel „Koziar” Koźbiał – gitara elektryczna
- Adam „MicroMarszal” Marszałek – gitara basowa
- Krzysztof „Łysy” Milczarek – perkusja

## Lista utworów
| Nr  | Tytuł utworu                             | Długość |
| --- | ---------------------------------------- | ------- |
| 1.  | „TRG” (sł. Paweł Marszałek)              | 3:28    |
| 2.  | „Polsko” (sł. Paweł Marszałek)           | 2:47    |
| 3.  | „Miłość” (sł. Paweł Marszałek)           | 3:13    |
| 4.  | „Ponad wszystkim” (sł. Paweł Marszałek)  | 3:14    |
| 5.  | „Papieros” (sł. Paweł Marszałek)         | 3:53    |
| 6.  | „Twarze Ludzi” (sł. Paweł Marszałek)     | 4:02    |
| 7.  | „Psychopata” (sł. Paweł Marszałek)       | 4:02    |
| 8.  | „Po-Garda” (sł. Łukasz Sochowski)        | 3:40    |
| 9.  | „Nie wiem” (sł. Paweł Marszałek)         | 3:52    |
| 10. | „Artysta” (sł. Paweł Marszałek)          | 4:03    |
| 11. | „Kapslami w niebo” (sł. Paweł Marszałek) | 3:12    |
| 12. | „Chore ambicje” (sł. Łukasz Sochowski)   | 2:58    |
|     |                                          | 42:24   |

Muzyka i aranżacje – Pull The Wire.